# Frederuna
Frederuna (francuski Frédérune/Frérone; 885./887. – 10. veljače 917.) bila je franačka plemkinja i kraljica supruga, poznata kao prva žena zapadnofranačkog kralja Karla III. Glupog. Brat joj je bio Beuves II., biskup Chalons-sur-Marnea, a rođakinja Matilda Ringelheimska, supruga njemačkog kralja Henrika I. Bila je nasljednica Teodrade.
Za Karla se udala 16. travnja 907. Svom mužu je rodila sedmero djece, ali svih sedmero su bile kćeri. Karlo je time bio nezadovoljan te ju je napustio. Umrla je u Lorraineu.
Dvije godine nakon Frederunine smrti, kralj je oženio englesku princezu Eadgifu, kćer kralja Edvarda I. Starijeg.

## Vanjske poveznice
- Find-A-Grave-profil Frederune